# Buritis (Minas Gerais)
Buritis é um município brasileiro do estado de Minas Gerais.

## História
Até 7 de setembro de 1923, Buritis era um distrito do município de Paracatu, mas a lei estadual nº 843 transferiu-o para São Romão. Essa configuração permaneceu até 31 de dezembro de 1943, quando a lei estadual nº 1.058 desmembrou-o de São Romão e o anexou a Unaí.
Buritis foi elevado à categoria de município pela lei estadual nº 2764, de 30 de dezembro de 1962, com sede no antigo distrito de Buritis, desmembrando de Unaí o antigo distrito; em 1 de março de 1963 foi instalado o município.

### Índios e escravizados
Buritis, antes Vila de Sant'Anna de Buritis, já foi habitado por tribos indígenas, como os tupis, os guaranis e os caiapós, entre outros, antes da colonização da América pelos europeus. Muitos escravos também habitaram o município desde início, posteriormente, com a lei Áurea foram alforriados. "(...) a abolição da escravatura em 13 de maio de 1888. Supostamente, o Arraial do Burithy ainda possuía para mais de 250 escravos que aos poucos, iam tomando novos rumos por esse imenso sertão afora. (...)".

## Etimologia
O município tem esse nome porque o povoado fica ao lado da "Veredinha", que possuía em sua volta uma grande quantidade de pés de coco buriti em áreas alagadas brejosas — as "veredas" mencionadas no livro Grande Sertão: Veredas, de João Guimarães Rosa.

## Geografia
O município situa-se, em Minas Gerais divisa com Goiás. Possui em sua extensão uma parte do Planalto Central do Brasil. Está bem próximo do Distrito Federal, a 213 km de Brasília. Por esta razão o município de Buritis é um dos três municípios (ao lado de Unaí e Cabeceira Grande) de Minas Gerais que integra a Região Integrada de Desenvolvimento do Distrito Federal e Entorno.
No município de Buritis, encontram-se a Serra Geral a Leste (estado de Minas, municípios de Formoso e Arinos), e a Oeste as Serras do Planalto Central do Brasil (estado de Goiás, municípios de Cabeceiras e Formosa), também a Sul (município de Unaí) e ao Norte. Assim o município é rodeado de serras por todos os lados. O ponto mais alto do município é de 1069 metros, localizado na Serra do Bonito, próximo a cabeceira do córrego Palmeira.
Buritis por ser parte da Região Noroeste de Minas tem sua vegetação constituída pelo cerrado brasileiro. A fauna local apresenta grande variedade em espécies em todos os ambientes, que dispõem de muitos recursos ecológicos, abrigando comunidades de animais com abundância de indivíduos, alguns com adaptações especializadas para explorar o que fornece seu habitat.[carece de fontes?]
O clima municipal é o tropical. Segundo dados do Instituto Nacional de Meteorologia (INMET), referentes ao período de 1980 a 1984, 1986, 1988 e de 1991 a 2003, a menor temperatura registrada em Buritis foi de 6,7 °C em 18 de julho de 2000, e a maior atingiu 40 °C em cinco ocasiões: 4 de outubro de 1995, outubro de 1999 (17 e 18) e outubro de 2000 (21 e 22). O maior acumulado de precipitação em 24 horas foi de 161,6 milímetros (mm) em 15 de março de 2000. Outros grandes acumulados iguais ou superiores a 100 mm foram 139,8 mm em 17 de novembro de 2000, 119,8 mm em 4 de fevereiro de 2002, 112,1 mm em 8 de abril de 1983, 105,4 mm em 25 de dezembro de 1999 e 103,4 mm em 22 de novembro de 1994. Dezembro de 1998, com 456,6 mm, foi o mês de maior precipitação.

### Hidrografia
As águas nascentes no município e região integram a Bacia do rio São Francisco, "o Rio da Integração Nacional", tem parte de suas nascentes no município de Buritis. Buritis possui dois importantes rios:
Rio Urucuia
Urucuia significa águas vermelhas ou rio vermelho. A palavra é derivada do urucum, que é uma planta nativa na região a qual produz uma tinta vermelha, usada pelos índios para pintar o próprio corpo. O que pode ser deduzido ainda pelo fato de no inverno o rio possuir águas claras esverdeadas, e no verão período chuvoso em razão das enchentes constantes as águas ficam avermelhadas da cor de barro. Este Rio é de grande notoriedade não só para Buritis, para o Estado de Minas Gerais, e para o Brasil, por ser formador da Bacia do  Rio São Francisco pois também se fez presente nas obras do escritor mineiro João Guimarães Rosa.
Rio São Domingos
Rio que nasce e deságua dentro do território municipal, tem importantes afluentes como o Ribeirão do Fetal de rara beleza, o Riacho Fundo (Mangues), Manda Saia, Passa Três e outros. Além de quedas d'água como a cachoeira dos Confins, e a queda d'água do Ribeirão Barriguda que mede mais de 90 metros de altitude. Acrescenta-se também, outros inúmeros ribeirões, córregos, muitas nascentes e vertentes d' água que irrigam todo a área do município, e o faz rico em águas fluentes.

O município era grande produtor de peixes, tais como o Surubim, Traíra, Dourado, Piau, Matrinchã, Mandim, Piranhas, Pacú, e outras variedades. Porém, nos últimos anos, a pesca predatória e a omissão dos órgãos estatais responsáveis pela fiscalização, praticamente acabou com os peixes, atividades pesqueiras como arrastão, (prática predatória, de uma grande rede que varre o fundo dos rios e córregos leva tudo que encontra pela frente mesmo filhotes.), pescarias profissionais, e em épocas proibidas por lei (piracema) e outras, dizimou os peixes, hoje peixe passou a ser raridade no território municipal.
| Dados climatológicos para Buritis | Dados climatológicos para Buritis | Dados climatológicos para Buritis | Dados climatológicos para Buritis | Dados climatológicos para Buritis | Dados climatológicos para Buritis | Dados climatológicos para Buritis | Dados climatológicos para Buritis | Dados climatológicos para Buritis | Dados climatológicos para Buritis | Dados climatológicos para Buritis | Dados climatológicos para Buritis | Dados climatológicos para Buritis | Dados climatológicos para Buritis |
| Mês | Jan                               | Fev                               | Mar                               | Abr                               | Mai                               | Jun                               | Jul                               | Ago                               | Set                               | Out                               | Nov                               | Dez                               | Ano                               |
| --- | --------------------------------- | --------------------------------- | --------------------------------- | --------------------------------- | --------------------------------- | --------------------------------- | --------------------------------- | --------------------------------- | --------------------------------- | --------------------------------- | --------------------------------- | --------------------------------- | --------------------------------- |
| Temperatura máxima recorde (°C) | 37,5                              | 38,5                              | 37                                | 37                                | 35,6                              | 34,5                              | 35                                | 36,5                              | 39,5                              | 40                                | 39                                | 38,5                              | 40                                |
| Temperatura máxima média (°C) | 31,4                              | 32,4                              | 31,8                              | 32                                | 31                                | 30                                | 30,5                              | 31,7                              | 33,4                              | 33,9                              | 31,4                              | 30,8                              | 31,7                              |
| Temperatura média compensada (°C) | 25,2                              | 25,3                              | 25,2                              | 24,9                              | 23,4                              | 21,3                              | 21,4                              | 22,8                              | 25,6                              | 26,6                              | 25,1                              | 24,9                              | 24,3                              |
| Temperatura mínima média (°C) | 20,8                              | 20,1                              | 20,5                              | 19,4                              | 17,3                              | 14,1                              | 13,4                              | 14,7                              | 18,9                              | 20,8                              | 20,6                              | 20,8                              | 18,5                              |
| Temperatura mínima recorde (°C) | 16,1                              | 10,6                              | 16,9                              | 13,1                              | 9,1                               | 8,1                               | 6,7                               | 8,3                               | 11,3                              | 7,8                               | 14,8                              | 16,7                              | 6,7                               |
| Precipitação (mm) | 198,6                             | 129,3                             | 177                               | 58,2                              | 22                                | 4,6                               | 1,1                               | 7,5                               | 26,3                              | 83,6                              | 230,7                             | 243,8                             | 1 182,7                           |
| Dias com precipitação (≥ 1 mm) | 14                                | 10                                | 12                                | 4                                 | 2                                 | 1                                 | 0                                 | 1                                 | 2                                 | 7                                 | 14                                | 17                                | 84                                |
| Umidade relativa compensada (%) | 76,6                              | 75,9                              | 76,5                              | 73,4                              | 69,5                              | 65,8                              | 61,1                              | 53,7                              | 50,7                              | 57,6                              | 72,7                              | 77,5                              | 67,6                              |
| Insolação (h) | 206,1                             | 201,6                             | 208,4                             | 233,8                             | 251                               | 254,8                             | 252,3                             | 258,4                             | 227,7                             | 222,9                             | 171,4                             | 150                               | 2 638,4                           |
| Fonte: Instituto Nacional de Meteorologia (INMET) (normal climatológica de 1981-2010; recordes de temperatura: 01/01/1980 a 31/12/1984, 01/01/1986 a 31/12/1986, 01/01/1988 a 31/12/1988 e 01/01/1991 a 03/09/2003) |                                   |                                   |                                   |                                   |                                   |                                   |                                   |                                   |                                   |                                   |                                   |                                   |                                   |

## Economia
A economia local tem por base a agricultura, a pecuária de corte, e de leite, comércio local, além de pequenas indústrias.

## Agricultura
Buritis é o quarto maior produtor de grãos do estado de Minas Gerais. O município é beneficiado pela fertilidade do solo, com uma grande produção de minérios como calcário, um dos grandes produtores agrícolas do estado de Minas, com produção de grãos, soja, feijão, arroz, milho, sorgo, leguminosas, seringueira (látex), banana, café, mandioca, laranja (citricultura), algodão, e outras variedades, a região possui diversificada produção agrícola.

## Pecuária
A pecuária do município, destaca-se pela produção de gado de corte e de leite e seus derivados, que podem ser vistos nas Exposições Agropecuárias que ocorrem no mês de junho todos os anos, além de grande produção de suínos, equinos, caprinos, ouvinos, galináseas, e outras variedades.

## Religiosidade
O municípios possui diversos segmentos religiosos:
Católica (Apostólica Romana);
Protestantismo (evangélicos de diversas denominações);
Espíritas (Kardecismo, Vale do Amanhecer);
Adéptos das religiões afro-brasileiras (Umbanda e Candomblé);
Além de outros grupos religiosos.